# Caecognathia polythrix
Caecognathia polythrix är en kräftdjursart som först beskrevs av Théodore Monod 1926.  Caecognathia polythrix ingår i släktet Caecognathia och familjen Gnathiidae.
Artens utbredningsområde är havet kring Nya Zeeland. Inga underarter finns listade i Catalogue of Life.